# Conseil de coordination des organisations arméniennes de France
Le Conseil de coordination des organisations arméniennes de France (CCAF) est une association française de la diaspora arménienne en France fondée en octobre 1994 et visant à regrouper les organisations arméniennes de France.

## Historique

### Genèse: la fondation du COPA (Coordination des Organisations Politiques Arméniennes, 1993)
Jusqu'en 1992, il y avait à Paris deux manifestations aux parcours différents pour commémorer la rafle des intellectuels arméniens du 24 avril 1915 à Constantinople : l'une menée par une grande majorité d'associations culturelles, cultuelles et humanitaires, l'autre par le parti Fédération révolutionnaire arménienne (FRA).
Certains activistes de la communauté cherchent à rassembler ces différentes tendances et, le 20 mars 1993, est créée la COPA (Coordination de Organisations Politiques Arméniennes) grâce au rapprochement entre les représentants français de la FRA, du parti social-démocrate Hentchak et du Ramgavar. Parmi les actions importantes menées, on peut citer l'organisation à Paris de rencontres (en juin 93 et janvier 94) avec les représentants de l'Assemblée nationale de la république du Haut-Karabagh.

### Le Comité du 24 Avril (1994-2001)
En octobre 1994, en vue de préparer le 80e anniversaire du génocide arménien, l'archevêque Kude Nakachian invite les organisations arméniennes à une réunion et propose de former un groupe de travail. Cette réunion aboutit à la création du Comité du 24 Avril, dirigé par Jean Guréghian.
Ce comité regroupe progressivement toutes les principales organisations arméniennes de France (partis politiques, églises, associations, etc.).
L'un de ses objectifs est la reconnaissance, par la France, du génocide arménien, qui a lieu le 29 mai 1998 (la loi est ratifiée le 29 janvier 2001). Le Comité du 24 Avril joue aussi un rôle décisif dans l'érection du Monument en hommage à Komitas, située sur la place du Canada.
Alexis Govciyan préside le Comité de 1998 à 2001.

### Transformation en Conseil de Coordination des organisations Arméniennes de France
Le Comité du 24 Avril se transforme, le 21 octobre 2001, en CCAF.
Alexis Govciyan prend la tête du CCAF de 2001 à 2002, puis de nouveau de 2005 à 2012. Il est ensuite remplacé par deux co-présidents, Ara Toranian et Mourad Papazian.

## Évènements

### Manifestations du 24 avril
Le CCAF fait partie des principales associations chargées de l'organisation dans les différentes villes de France des manifestations du 24 avril commémorant la rafle des intellectuels arméniens de Constantinople et par extension le génocide arménien.
En 2020, en raison de la pandémie de Covid-19, le CCAF annonce l'annulation des différents évènements commémoratifs.

### Dîner du CCAF
Tous les ans, le CCAF organise son dîner où se rend généralement le président français. Ce fut par exemple le cas en février 2019, auquel s'est rendu Emmanuel Macron et lors duquel il a prononcé un discours.

## Organisations membres du CCAF[6]
Au 4 avril 2020
- Association Arménienne d'Aide Sociale
- Croix-Bleue des Arméniens de France
- FRA-Dachnaktsoutioun
- Nor Séround
- Union générale arménienne de bienfaisance (UGAB)
- Association France-Arménie de Villejuif (AFAV)
- Association Sainte-Croix des Arméniens Catholiques de France
- Comité de défense de la cause arménienne
- Union Médicale Arménienne de France (UMAF)
- Association de Soutien aux Patriotes Arméniens (ASPA)
- Union Coordination d'Information Arménienne (UCIA)
- Hamazkaïne
- AYP FM
- AAG de l’École Bilingue St. Mesrop
- COPEA (Centre Orientation Étudiants)
- Collectif VAN
- Association Arménie/Karabagh
- AIDA pour l'Arménie
- Artistes et Plasticiens Arméniens de France
- Accolades
- Club franco-arménien d'Antony
- Renaissance arménienne Paris
- Organisation Arménienne Démocrate Libérale
- Groupement Interprofessionnel International Arménien (G2IA)
- Union Culturelle Française des Arméniens de France (UCFAF)
- Association Nationale des Anciens Combattants et Résistants Arméniens (ANACRA)
- Association Cultuelle de l’Église Apostolique Arménienne
- Nazarpek (Jeunesse Hentchakian)
- Association des Amis de Nouvelles d’Arménie
- Association Cultuelle de l’Église Évangélique Arménienne de France
- Association Française des Avocats et Juristes Arméniens (AFAJA)
- Union culturelle arménienne de Montreuil (UCAM)
- Association sportive Homenetmen France
- Parti social-démocrate Hentchak
- Jeunesse Arménienne de France (JAF)
- Association des Dames Amies de l’École Tebrotzassère
- Chene France
- Arménie Village
- Maison de la Culture Arménienne (MCA)
- Association Sassoun
- Gaidz (Nor Serount Association Culturelle)
- Homenmen France
- Institut Tchobanian
- Solidarité Franco-Arménienne (SFA)

## Liste des présidents

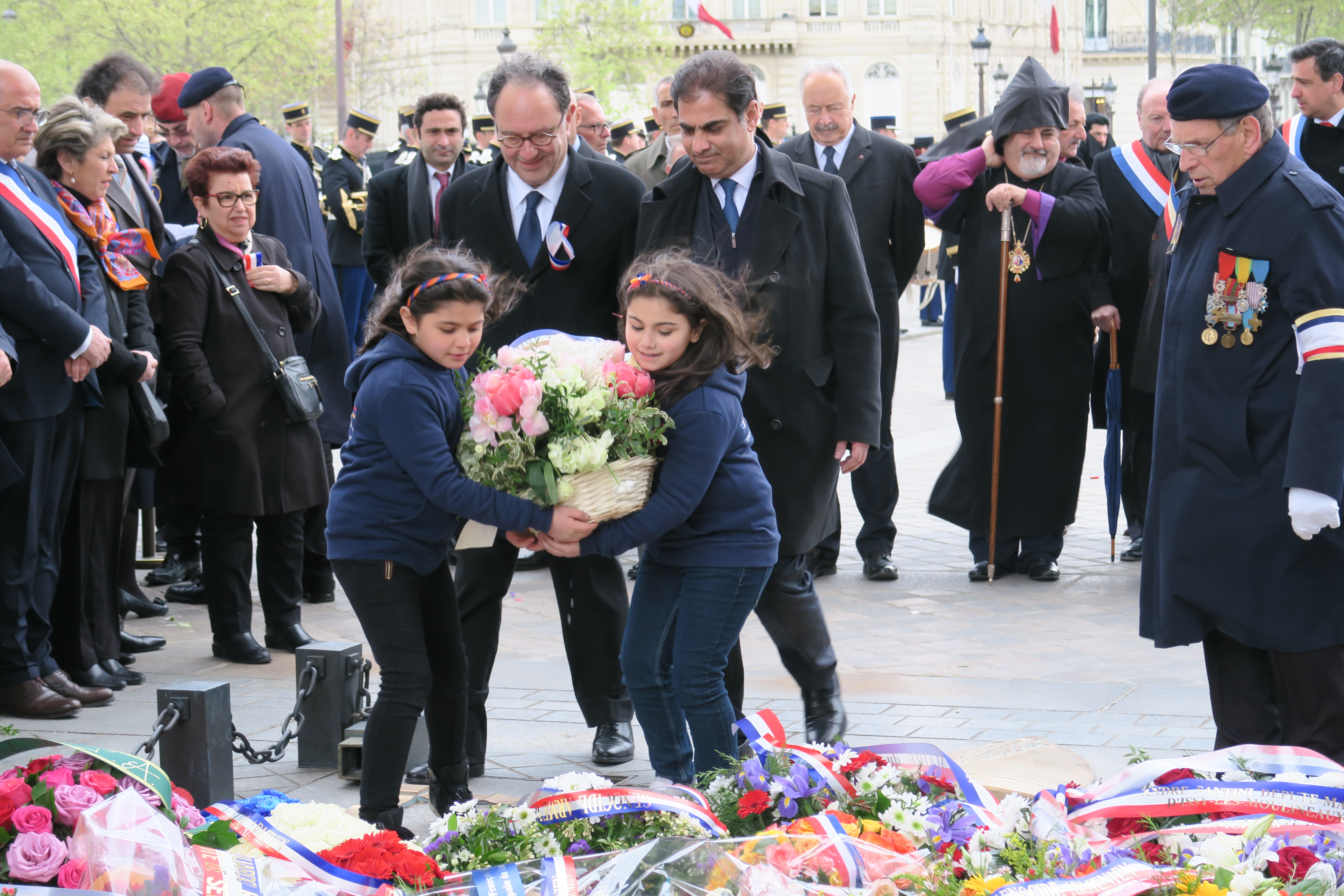
Ara Toranian et Mourad Papazian lors de la commémoration du génocide arménien sous l'Arc de triomphe en avril 2016.

- Octobre 1994 – octobre 1998 : Jean Varoujean Guréghian[1]
- Octobre 1998 – 2002 : Alexis Govciyan
- 2002-2005 :
- 2005-2012 : Alexis Govciyan
- 2012- : Ara Toranian et Mourad Papazian